# Gonia simillima
Gonia simillima là một loài ruồi trong họ Tachinidae.